# Grenada ai Giochi della XXXI Olimpiade
Il Grenada ha partecipato ai Giochi della XXXI Olimpiade, che si sono svolti a Rio de Janeiro, Brasile, dal 5 al 21 agosto 2016, con una delegazione di cinque atleti impegnati in due discipline: atletica leggera e nuoto. Portabandiera alla cerimonia di apertura è stato il quattrocentista Kirani James, che lo era stato anche a Londra 2012.
Si è trattato della nona partecipazione di questo paese ai Giochi. Per la seconda edizione consecutiva Grenada ha portato a casa una medaglia olimpica, sempre grazie a Kirani James che, dopo il titolo olimpico vinto quattro anni prima, è riuscito a risalire sul podio conquistando una medaglia d'argento.

## Medagliere

### Per disciplina
| Sport            | Oro | Argento | Bronzo | Totale |
| ---------------- | --- | ------- | ------ | ------ |
| Atletica leggera | 0   | 1       | 0      | 1      |
| Totale           | 0   | 1       | 0      | 1      |

### Medaglie
| Medaglia | Atleta       | Sport            | Evento      |
| -------- | ------------ | ---------------- | ----------- |
| Argento  | Kirani James | Atletica leggera | 400 m piani |

## Risultati

### Nuoto
| Atleta           | Evento     | Batterie | Batterie   | Semifinali      | Semifinali      | Finale          | Finale          |
| Atleta           | Evento     | Tempo    | Classifica | Tempo           | Classifica      | Tempo           | Classifica      |
| ---------------- | ---------- | -------- | ---------- | --------------- | --------------- | --------------- | --------------- |
| Corey Ollivierre | 100 m rana | 1:08"68  | 46ª        | non qualificato | non qualificato | non qualificato | non qualificato |